# Mario Sosa
Mario Nicolás Sosa fue un político peruano
En 1907 fue elegido diputado por la provincia de Jauja como candidato del Partido Constitucionalista llegando a desempeñarse como secretario de su cámara. Desempeñó su mandato durante los primeros gobiernos de José Pardo y Barreda y Augusto B. Leguía.